# Municipio de Wellington (Míchigan)
El municipio de Wellington (en inglés: Wellington Township) es un municipio ubicado en el condado de Alpena en el estado estadounidense de Míchigan. En el año 2010 tenía una población de 307 habitantes y una densidad poblacional de 2,22 personas por km².

## Geografía
El municipio de Wellington se encuentra ubicado en las coordenadas 45°8′31″N 83°48′47″O / 45.14194, -83.81306. Según la Oficina del Censo de los Estados Unidos, el municipio tiene una superficie total de 138.28 km², de la cual 137,85 km² corresponden a tierra firme y (0,31 %) 0,43 km² es agua.

## Demografía
Según el censo de 2010, había 307 personas residiendo en el municipio de Wellington. La densidad de población era de 2,22 hab./km². De los 307 habitantes, el municipio de Wellington estaba compuesto por el 98,05 % blancos, el 0,33 % eran amerindios, el 0,65 % eran asiáticos y el 0,98 % eran de una mezcla de razas. Del total de la población el 0,33 % eran hispanos o latinos de cualquier raza.